# Aeschynomene curtisiae
Aeschynomene curtisiae là một loài thực vật có hoa trong họ Đậu. Loài này được Johnston miêu tả khoa học đầu tiên.